# Cerro Soledad
El Cerro Soledad es una formación montañosa ubicada en el extremo norte del estado Cojedes en Venezuela. A una altura promedio de 765 m s. n. m., el Cerro Soledad es una de las montañas más altas en Cojedes.

## Ubicación
El Cerro Soledad es parte de una región montañosa entre las ciudades de Manrique y Macapo del municipio Lima Blanco al norte de Cojedes. Colinda hacia el sur con el Cerro Palmarejo (860 m s. n. m.), el caserío «El Guamal» y hacia el norte se acientan los caseríos «Jirijuare» y «Jiraco».

## Flora y fauna
El Cerro Soledad está en cercana proximidad al límite sureste del parque nacional Tirgua, por lo que comparte características con las montañas en protección del parque. Está constituido por bosques de hoja caduca y semicaducifolios, es decir, árboles o arbustos que pierden su follaje durante una parte del año. Existen clusiáceas, mimosáceas como la acacia, varias especies de mirtáceas y tiliáceas en el estrato arbóreo. Por otra parte, la palma ocupa grandes extensiones del sotobosque. 
Entre los mamíferos que aún pueden encontrarse por extensión del área sur del parque nacional están los monos araguato y capuchino, el cunaguaro, la lapa y la danta.